# Аэроупругость
Аэроупругость — раздел физики и техники, изучающий взаимодействие между инерционными, упругими и аэродинамическими силами, возникающими, когда упругое тело подвергается воздействию потока жидкости (аэродинамические силы, действующие на летательный аппарат (ЛА) при его движении в воздухе, вызывают деформации его упругой конструкции, приводящие, в свою очередь к изменению аэродинамических сил).

Изучение аэроупругости можно в целом разделить на две области: 
статическая аэроупругость, связанная со статической или стационарной реакцией упругого тела на поток жидкости, и 
динамическая аэроупругость, связанная с динамической (обычно вибрационной) реакцией тела.
Самолёты склонны к аэроупругим эффектам, поэтому они должны быть лёгкими и выдерживать большие аэродинамические нагрузки. Самолёты спроектированы таким образом, чтобы избежать следующих аэроупругих проблем:
- дивергенция, когда аэродинамические силы увеличивают угол атаки крыла, что ещё больше увеличивает силу;
- эффективность (отзывчивость) управления, когда большее отклонение руля уже не создаёт пропорционально больший аэродинамический момент[1], что снижает качество управления;
- реверс органов управления[2], при котором отклонение органов управления в ту же сторону создаёт в некоторых случаях уже противоположный аэродинамический момент относительно исходного;
- флаттер — неконтролируемая вибрация, которая может привести к разрушению самолёта.

Проблемы с аэроупругостью можно предотвратить, регулируя массу, жёсткость или аэродинамику конструкций, которые можно определить и проверить с помощью расчётов, наземных вибрационных испытаний и лётных испытаний на флаттер. Флаттер поверхностей управления обычно устраняется тщательным размещением баланса масс.
Синтез аэроупругости с термодинамикой известен как аэротермоупругость, а его синтез с теорией управления известен как аэросервоупругость.

## История изучения
Второй отказ прототипа самолёта «Аэродром» Сэмюэля Лэнгли на Потомаке был приписан аэроупругим эффектам (в частности, расхождению при кручении). Ранней научной работой на эту тему была «Теория устойчивости жесткого самолета» Джорджа Брайана, опубликованная в 1906 году.
Проблемы с торсионной дивергенцией преследовали самолеты во время Первой мировой войны и были решены в основном методом проб и ошибок, специальным усилением крыла. Первый зарегистрированный и задокументированный случай флаттера у самолета произошел с бомбардировщиком Handley Page O/400 во время полёта в 1916 году, когда он испытал сильное колебание хвоста, что вызвало сильное асимметричное искривление хвостовой части фюзеляжа и рулей высоты. Хотя самолет благополучно приземлился, в последующем расследовании проконсультировались с инженером Ф. У. Ланчестером. Одна из его рекомендаций заключалась в том, что левый и правый рули высоты должны быть жёстко соединены жёстким валом, что впоследствии стало требованием конструкции. Кроме того, британской Национальной физической лабораторией (NPL) было предложено провести теоретическое исследование явления, что впоследствии и было выполнено Леонардом Бэрстоу (en:Leonard Bairstow) и Артуром Фейджем (Arthur Fage).
В 1926 году Ганс Рейснер опубликовал теорию расхождения крыльев, что привело к дальнейшим теоретическим исследованиям по этому вопросу. Сам термин аэроупругость был придуман Гарольдом Роксби Коксом (Baron Kings Norton Roxbee Cox) и Альфредом Пагсли (en:Alfred Pugsley, член Лондонского королевского общества) из Королевского авиастроительного предприятия (RAE) в Фарнборо, в начале 1930-х годов.